# Коптерецький сільський округ
Коптере́цький сільський округ (каз. Көптерек ауылдық округі, рос. Коптерекский сельский округ) — адміністративна одиниця у складі Байзацького району Жамбильської області Казахстану. Адміністративний центр та єдиний населений пункт — село Кенес.
Населення — 2180 осіб (2021; 2276 у 2009, 2213 у 1999, 2414 у 1989).
Станом на 1989 рік існувала Кокптерецька сільська рада (село Кенес), станом на 1999 рік — Кенеська сільська адміністрація.